# 마쓰쿠라 가쓰이에
마쓰쿠라 가쓰이에(일본어: 松倉勝家, 게이초 2년(1597년) ~ 간에이 15년 음력 7월 19일(1638년 8월 28일))는 에도 시대 전기의 다이묘이다. 히젠 시마바라번 제2대 번주를 지냈다. 선대 번주 마쓰쿠라 시게마사의 적남이다. 도를 넘어선 가톨릭 탄압과 무거운 세금 등 번내 학정으로 인해 시마바라의 난이 일어나고 그 원인제공자로서 책임을 물어 개역 처분되었고 종국엔 참수형에 처해졌다. 이는 에도 막부 전체를 통털어 유일하게 참수 후 개역이 된 다이묘이다. 에도 막부에도 사형이 집행되지 않은 것은 아니지만, 다이묘에게는 거의 할복의 과정을 거쳐, 다이묘의 명예를 존중하는 형태의 사형을 집행했으나, 마스쿠라 가쓰이에의 경우는 죄질이 워낙 악질인 탓에 할복 기회조차 주지 않았다.
마쓰쿠라 가쓰이에의 상상을 초월하는 악행으로 인해 시마바라번은 고리키 다다후사가 새 번주로 취임했으며, 그렇게 마쓰쿠라 가문은 개역을 당하고 시마바라번의 번주는 마쓰쿠라 가문에서 고리키 가문으로 변경되었다. 마쓰쿠라 가쓰이에는 3남 1녀 중 장남이었는데 마쓰쿠라 가문이 개역 당하자 마쓰쿠라 가쓰이에의 둘째 동생인 마쓰쿠라 시게토시는 자살하고 막내 동생인 마쓰쿠라 미야는 낭인이 되었다.
| 전임 마쓰쿠라 시게마사 | 제2대 시마바라번 번주 (마쓰쿠라가) 1630년 ~ 1638년 | 후임 고리키 다다후사 |